# Heteropogon impudicus
Heteropogon impudicus là một loài ruồi trong họ Asilidae. Heteropogon impudicus được Janssens miêu tả năm 1961. Loài này phân bố ở vùng Cổ Bắc giới.